# Taipei Arena
La Taipei Arena è un impianto riservato ad eventi sportivi e d'intrattenimento vario situato in Taipei, capitale della repubblica Taiwan. Si può accedere dalla stazione cittadina. Fra gli ultimi concerti tenuti, spicca il costoso show di Madonna avvenuto nel febbraio 2016 ed incluso nel suo Rebel Heart Tour.